# Beyendorfer Dorfstraße 22, 23 (Magdeburg)

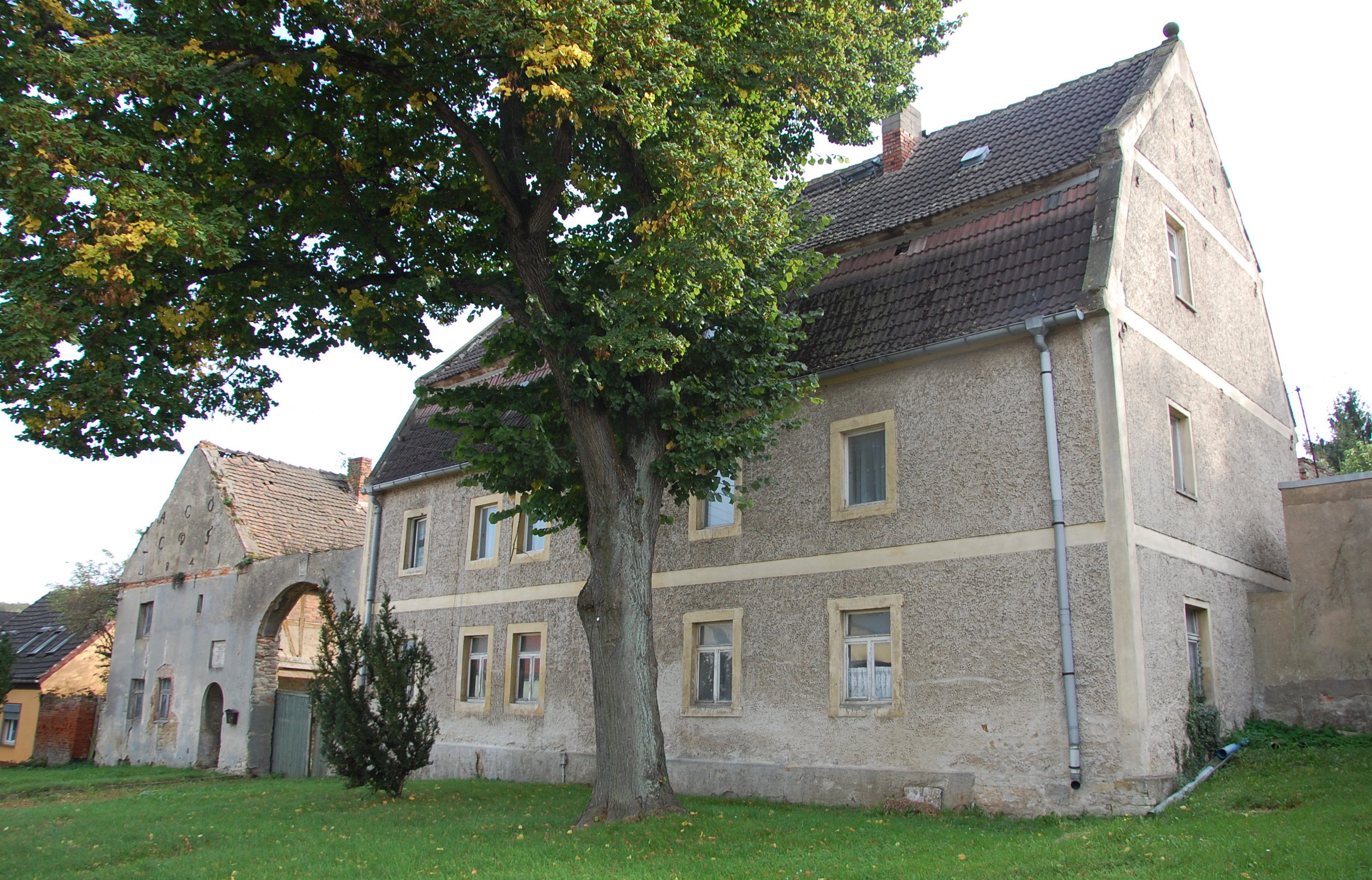
Beyendorfer Dorfstraße 22, 23

Der Hof Beyendorfer Dorfstraße 22, 23 ist ein denkmalgeschützter Bauernhof in Magdeburg in Sachsen-Anhalt.

## Lage
Der Bauernhof befindet sich auf der Südseite der Beyendorfer Dorfstraße im Zentrum des Ortsteils Beyendorf im Stadtteil Beyendorf-Sohlen.

## Architektur und Geschichte
Die große Hofanlage wird straßenseitig von einem zweigeschossigen verputzten Bauernhaus begrenzt. Der spätbarocke traufständige Bau ist mit einem Mansarddach bedeckt. Nach einer an der Giebelseite befindlichen Inschriftentafel geht das Haus auf das Jahr 1794 zurück. An Öffnungen des Hauses finden sich angedeutete Ohrenfaschengewände. An die Ostseite des Hauses schließt ein großes rundbogiges Tor an, das auf der anderen Seite mit einem giebelständigen langgestreckten Stall abschließt. Das Erdgeschoss des Stalls ist in massiver, das Obergeschoss in Fachwerkbauweise errichtet. Am straßenseitigen Giebel des Stalls gibt eine geschmiedete Jahreszahl das Jahr 1841 an.
Im örtlichen Denkmalverzeichnis ist das Gebäude unter der Erfassungsnummer 094 97508  als Bauernhof verzeichnet.